# Csirszki Martin
Csirszki Martin (Miskolc, 1995. január 7. –) labdarúgó, középpályás. A Diósgyőri VTK saját nevelése. 2016 óta a harmadosztályú Putnok játékosa. 2019-ben a Miskolci Egyetemen jogi diplomát szerzett.